# 전기영동

전기영동 현상 내 두 가지 힘, 전기력(왼쪽 방향)과 마찰력(오른쪽 방향)

전기영동(電氣泳動, electrophoresis) 혹은 전기이동은 전극 사이의 전기장 하에서 용액 속의 전하가 반대 전하의 전극을 향하여 이동하는 화학현상이다. 스웨덴의 생물리학자 아르네 티셀리우스(영어: Arne Tiselius)가 1930년대 혈청 단백질을 연구하는 과정에서 고안하였다. 아르네 티셀리우스는 전기영동을 응용한 분석법 고안의 공로를 인정받아 1948년 노벨 화학상을 수상하였다.

## 이론

### 기본 원리
전하가 q인 이온이 그 크기가 E인 전기장에 놓일 경우, 이온이 받는 전기력의 크기는 {\displaystyle F=qE}이다. 이온은 용액 내에서 전기력에 따른 가속 때문에 속력이 점차 증가하나, 주변 용액 때문에 전기력과 반대방향으로 마찰력을 받는다. 이 때 마찰력의 크기는 이온의 속력에 비례하므로 점차 이온의 속력은 일정한 값에 수렴한다.
자유낙하 운동에서 공기의 마찰력 때문에 결국 물체가 일정한 값의 종단속력에 도달하는 것과 비슷하다. 따라서 용액 내 마찰력의 크기는 다음과 같다.
{\displaystyle F=fu_{ep},\quad f={\text{마 찰 수}},\quad u_{ep}={\text{이 온의 속 력 }}}
따라서 전기력과 마찰력이 평형을 이룰 때 이온의 속력과 전기력의 관계는 다음과 같다.
{\displaystyle {\begin{aligned}F_{E}&=qE=F_{fric}=fu_{ep},\quad u_{ep}={\frac {q}{f}}E\\u_{ep}&={\frac {q}{f}}E=\mu _{ep}E,\quad \mu _{ep}={\frac {q}{f}}\end{aligned}}}
전기영동 현상은 주로 단백질, RNA, 그리고 DNA를 분석하는 기법에 응용된다. 일반적으로 이온은 다양한 구조를 가진 분자이므로, 마찰계수를 직접 구하기 어렵다. 따라서 양 전극의 전압을 변화시키면 전기장의 세기를 변화시킬 수 있으므로, {\displaystyle {\frac {q}{f}}} , 이동성(mobility)과 이온의 속력의 관계를 파악한다.

### 정성적 성질
스토크스 법칙에 따르면 반지름이 r인 구형 입자의, 점성인 유체 속 마찰계수는 다음과 같다.
{\displaystyle f=6\pi \eta r,\eta ={\text{점성 (viscosity)}}}
따라서 위 식에 대입하면 전하가 q이고 반지름이 r인 입자는 다음과 같은 이동성을 갖는다.
{\displaystyle \mu _{ep}={\frac {q}{f}}={\frac {q}{6\pi \eta r}}}
즉, 전기영동은 이온의 크기 대비 전하량에 따라 이동속력이 변하게 된다.

## 전기 삼투현상

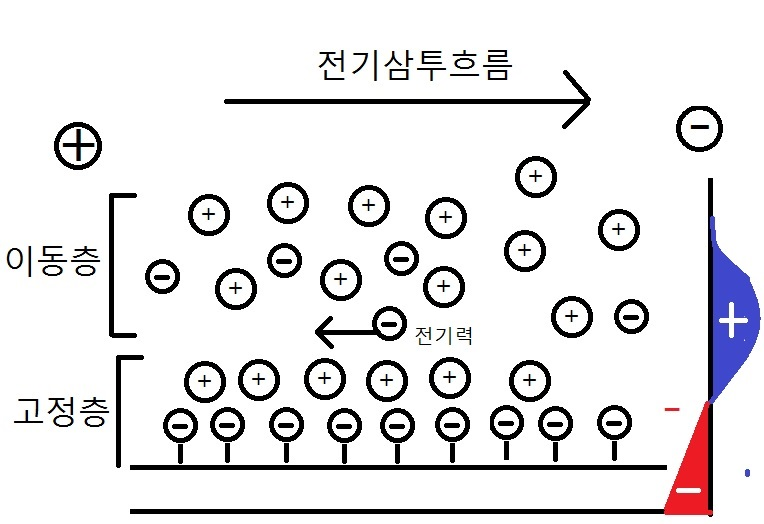
전기 삼투현상의 전하분포도

일반적으로 전기 영동을 응용할 때 모세관 전기 영동법을 사용한다. 모세관은 실리카로 이루어져 있기 때문에 실라노(영어: Silanol) 작용기가 (-Si-OH) 내벽에 자리잡고 있다. 실라노 작용기가 음전하(-Si-O-)를 띠므로 용액 내 양전하들이 먼저 실라노 작용기 가까이에 정전기적 인력으로 부착된다. 고정층의 양전하는 실라노 작용기에 단단히 붙어있기 때문에 이동할 수 없다. 고정층과 이동층의 모든 전하량 합은 0이어야 한다. 따라서 고정층에서 실라노 작용기(음전하)가 양전하보다 많았던 만큼 이동층에서는 양전하의 숫자가 더 많아야 한다. 따라서 이동층은 전기적으로 양을 띠게 된다.
왼쪽에 +전극을, 오른쪽에 -전극을 걸게 되면 이동층의 양전하는 오른쪽으로 이동하며 음전하는 왼쪽으로 이동한다. 그러나 이동층에 양전하의 양이 음전하의 양보다 월등히 많기 때문에 음전하는 양전하들과 함께 -전극으로 이동한다. 양전하의 파도에 음전하가 휩쓸리는 것으로 비유할 수 있다. 이렇게 전기 삼투현상 때문에 +전극으로 끌려가야 할 음전하가 -전극으로 끌려가는 반대의 경우가 관찰된다. 이동층의 양전하에 전기삼투흐름과 전기력은 같은 방향으로 작용하지만 음전하에 전기삼투흐름은 오른쪽, 전기력은 그 반대방향으로 작용한다. 따라서 양전하보다 음전하가 모세관 내에서 천천히 이동한다.
중성분자는 전기력이 작용하지 않으며, 전기 삼투흐름만 작용하기 때문에 양전하와 음전하 사이의 속력을 가진다.

## 응용

### 전기 영동법의 장점
전기 영동법은 기존 크로마토그래피 방식보다 분해능이 좋다.
{\displaystyle H=A+\left({\frac {B}{u}}\right)+Cu}
반 딤터 방정식(영어: Van Deemter equation)에서 A는 용질이 컬럼(column)을 채우고 있는 고정상을 지날 때의 경로차이, B는 이동방향의 확산, C는 고정상과 이동상 사이의 평형도달 시간과 관련되어 있다. 모세관 전기 영동법 내에는 처음부터 고정상이 없으므로 A항과 C항의 값이 0이다. 열린 관컬럼(open tubular column)에서는 A항의 값만 0이었기 때문에 C항의 값은 0이 아니었다. 또한 열린 관칼럼은 확산속도가 빠른 기체 크로마토그래피에서만 이용이 가능하다는 단점을 갖고 있다.

### 겔 전기 영동법 (GE)

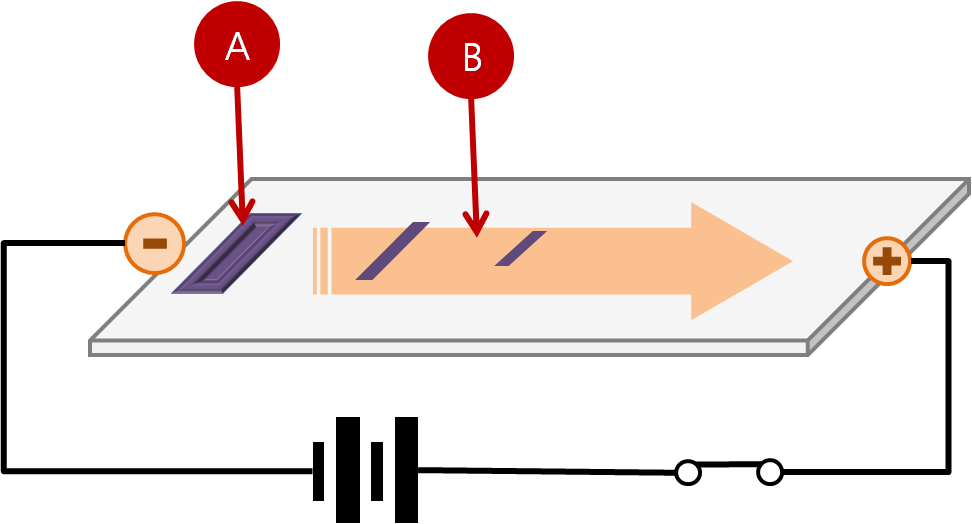
겔 전기 영동법 도식

겔 전기 영동법(영어: Gel Electrophoresis)은 판 형태의 매트릭스 때문에 슬래브 겔 전기 영동법(영어: Slab Gel Electrophoresis)으로도 불린다. 전기 영동 현상을 단백질 분석에 응용하기 시작할 당시의 전기 영동법의 초기 형태이다. 그러나 모세관 전기 영동법에 비해 이온이 지나가는 폭이 넓기 때문에 {\displaystyle P=\left({\frac {V^{2}}{R}}\right)}의 식으로부터 같은 전압이 걸릴 경우 저항이 작아 열이 발생한다. 많은 열이 발생할 경우 스파크가 발생할 수 있기 때문에 전압을 증가시키기 어렵다.
DNA는 당, 염기, 음전하를 띈 인산기로 구성되기 때문에 뉴클레오티드가 연결되는 만큼 DNA의 전체 전하량도 비례하여 증가한다. 따라서 단순히 크기 대비 전하 만으로는 서로 다른 DNA를 구분할 수 없다. 
따라서 DNA 연구에서 겔 전기 영동법이 널리 사용된다. 겔은 주로 해초에서 추출한 탄수화물 중합체인 아가로오스로 구성된다. 아가로오스 겔은 실들이 서로 얽힌 그물 구조를 갖고 있기 때문에 통과하는 용질의 크기가 클수록 겔을 느리게 통과한다. 겔이 체(Seive) 역할을 하는 것이다. 다양한 DNA가 포함된 시료를 - 전극 쪽에 넣고, 반대편에 + 전극을 연결한다. 전기 영동 현상에 따라 DNA는 +전극 쪽으로 이동한다. 이 때 DNA의 길이가 짧을 수록 +전극에 가까운 위치에서 검출된다. 띠 형태로 나타난 DNA 분자 혼합물을 염색하여 육안으로 확인할 수 있다.

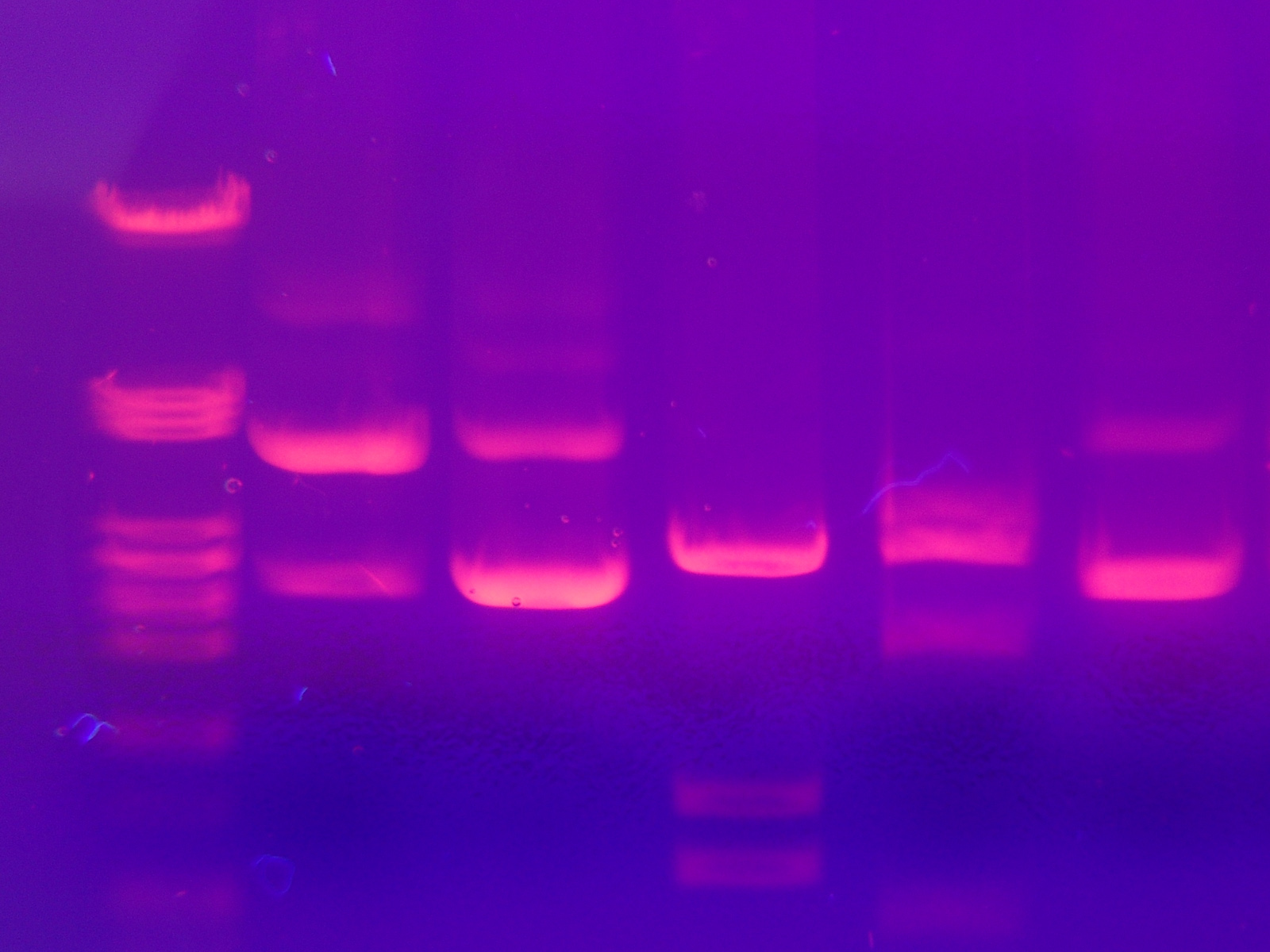
형광염색물질로 표지된 DNA

### 모세관 전기 영동법 (CE)
모세관 전기 영동법(영어: Capillary Electrophoresis)은 일반적으로 50 cm 길이의 모세관을 이용한다. 모세관은 실리카(Silica)로 대부분 이루어져 있으며 모세관 외벽은 폴리아미드로 구성되어 분석 과정 중 발생하는 열을 견딜 수 있다. 또한 전기 영동법에 비해 저항이 커서 열이 덜 발생하며, 열 감소량만큼 전압을 증가시켜 큰 전기력을 걸 수 있는 장점을 가지고 있다. 먼저 완충용액이 두개의 저장병에 채워져 있다. 저장병에 담긴 모세관의 끝은 막히지 않고 열려 있다. 시료를 10nL 정도의 부피를 + 전극쪽 모세관에 주입하면, - 전극 쪽으로 시료가 이동한다. 이 때 검출은 양전하, 중성전하, 음전하 순으로 이루어진다.
분리 효율을 높이기 위해서는 4가지의 요인을 고려하여야 한다.
1. 높은 온도일수록 완충용액의 점도가 감소하므로 전체적으로 이동속도가 증가하여 분리시간을 단축할 수 있다.
2. 전압이 높을수록 전기력이 크기 때문에 빠른 분리가 가능하다. 따라서 분해능이 낮아질 때까지 전압을 높이며 최적의 전압을 찾도록 한다.
3. 모세관 지름이 클수록 시료주입량이 증가하고 검출기 감도는 증가한다.
4. 완충용액의 pH와 시료의 pKa, 이온세기를 고려한다.[6]

### 모세관 전기크로마토그래피
모세관 전기크로마토그래피(영어: Capillary electrochromatography)는 모세관 안에 고정상을 채운 전기 영동 현상 응용법이다. 일반적인 고정상을 사용하는 점에서 기존 HPLC(High-performance liquid chromatography)과 비슷하지만, HPLC에서 압력이 이동상을 움직이는 반면 모세관 전기크로마토그래피에서는 전기 삼투압이 이동상을 움직인다. 모세관 전기크로마토그래피는 HPLC에 비해 2배의 Theoretical Plate을 가진다. 전기 삼투압을 사용하기 때문에 기존 HPLC에서 모세관 중간에서 압력이 감소하는 단점이 사라졌다. 이온 교환, 이성질체 분리 등에 활용된다.

### 마이셀 동전기 모세관 크로마토그래피(MEKC)

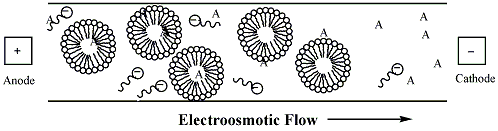
마이셀(micelle) 안에 들어간 용질의 전기장 속 이동(오른쪽)

마이셀 동전기 모세관 크로마토그래피(영어: Micelle electrokinetic capillary chromatography, MEKC)는 전기 영동 현상을 이용하여 중성 분자들 간을 분류하기 위한 화학분석 응용법이다.
전기 영동 현상에서 전하를 띤 입자만 전기력을 받을 수 있다. 따라서 중성 분자는 전기 삼투현상에 의해서만 이동하므로, 기존 전기 영동현상 응용법은 다양한 중성 분자들을 분리할 수 없다는 한계점을 가진다.
도데실황산 소듐(영어: Dodecyl Sulfate)과 같이 마이셀(영어: Micelle)을 형성하는 음이온 계면활성제를 이동상에 첨가하면, 중성 분자들을 분리할 수 있다. 임계 마이셀 농도(영어: Critical micelle concentration)보다 농도가 높으면 계면활성제 분자들은 스스로 모여 소수성 꼬리가 안쪽으로 향하여 중성 분자들이 분배할 수 있는 비극성 중심을 가지는 마이셀을 형성한다. 이 때 음으로 하전된 친수성 머리 작용기는 바깥쪽 껍질을 형성한다. 따라서 중성 분자는 마이셀 안과 밖에서의 농도가 다른 새로운 평형상태에 놓여진다. 중성분자마다 이 평형상태의 평형상수가 다르므로 용액 내 마이셀이 HPLC의 고정상 역할을 수행한다. 비슷한 역할 때문에 '크로마토그래피'라는 이름이 붙었으나, 모세관 전기크로마토그래피와 달리 실제 고정상을 사용하지 않는 점에서 HPLC, 모세관 전기 크로마토그래피와 다르다. 마이셀에 머무르는 시간이 길면 길수록 검출기 도달시간은 더욱 길어진다. 마이셀 동전기 모세관 크로마토그래피는 스테로이드처럼 물에 녹지 않는 중성 화합물의 분리에 유용하다.

## 같이 보기
- 전자종이
- 겔 전기영동
- 겔 전기영동
- 크리핑 유동

## 참고 자료
- Harris, Paek Seung Woo (2010). Quantitative Chemical Analysis 8th Ed. New York, USA: W. H. Freeman and Company. ISBN 978-1-429264-84-6.